# Laurent Gamet
Laurent Gamet, född 1973 i Vesoul, är en fransk advokat och professor i juridik.

## Biografi
Efter studentexamen 1991 studerade Gamet vid Sciences Po i Strasbourg. År 1995 avlade han  magisterexamen i ekonomi och företagsekonomi och därefter magisterexamen i juridik vid universitetet Lyon II samt doktorerade 2001.
Fram till 2016 undervisade Gamet vid universitetet Paris XIII och vid universitetet i Rouen. Därefter har han undervisat vid Paris-XII Law School sedan 2016 och Sciences-Po Paris sedan 2002.. Sedan 2021 är Gamet dekanus för den juridiska fakulteten vid universitetet Paris-XII. Han är också ordförande för avdelningen för socialrätt i Société de législation comparée.
Gamet blev advokat i Paris 2002. Åren 2000–2019 var han partner i advokatbyrån Flichy Grangé Avocats. Han var 2020 en av grundarna av advokatbyrån Factorhy Avocats i Paris.
Hans forskning och undervisning är inriktade på arbetsrätt. Han skriver regelbundet för Le Monde och medverkar i radiostationerna France Info och France Culture.
År 2004 vann Gamet första pris i en internationell tävling om mänskliga rättigheter, anordnad vid Mémorial de Caen, då han försvarat den kubanske journalisten Raùl Rivero.

## Publikationer i urval
Laurent Gamet publicerar regelbundet artiklar i Dalloz och juridiska böcker.
- Les contrats de travail conclus au titre des dispositifs publics de mise à l'emploi : contribution à l'étude des contrats de travail spéciaux, Université Lyon II, LGDJ, 2001 ISBN 978-2-275-02296-3
- Licenciement: procédure, indemnités, contentieux, Laurent Gamet et Hubert Flichy, Dalloz, 2005 ISBN 978-2-247-06104-4
- L'information et la consultation du comité d'entreprise lors des restructurations d'entreprises, Lamy, 2008
- Rupture du contrat de travail: licenciement, rupture conventionnelle, procédure, contentieux, Dalloz, 2011 ISBN 978-2247079148
- Le droit du travail ivoirien, L'Harmattan, 2018 ISBN 978-2-343-14692-8